# Zamek Lippspringe
Zamek Lippspringe (niem. Burg Lippspringe) – ruiny warowni znajdującej się w niemieckim mieście Bad Lippspringe, w Nadrenii Północnej-Westfalii, nad źródłem rzeki Lippe.

## Historia
Zamek został wzniesiony prawdopodobnie na początku XIV wieku przez kapitułę katedralną w Paderborn, pierwsza wzmianka o nim pochodzi z dnia 20 października 1312. Budowę powierzono Konradowi von Diepholzowi, który miał opłacić prace z własnych środków i w zamian otrzymać dochody z ziem należących do kapituły oraz z dziesięciny, lecz po jego śmierci powstał konflikt między spadkobiercami majątku von Diepholza a duchowieństwem dotyczący opłacenia budowy. Następnie zamek wydzierżawiono rodzinom von Westphalów oraz von Haxthausenów. W 1350 roku warownia została zniszczona przez pożar wywołany przez wojska Ottona von Waldecka, gmach jednak szybko odbudowano. W 1482 budynek gruntownie przebudowano, m.in. zwiększono grubość ścian z 2 do 4 metrów. Wymiary zamku wynosiły ok. 40 na 30 metrów, pierwotnie otoczony był on fosą.
Warownia została poważnie uszkodzona podczas wojny trzydziestoletniej oraz wojny siedmioletniej, wskutek zniszczeń część budynku zburzono. Od 1785 w dawnym skrzydle administracyjnym znajdowało się mieszkanie komornika, w tym czasie rozebrano część dachu, co przyczyniło się do dalszej dewastacji obiektu. Do roku 1829 rozebrano kolejną część murów oraz zasypano fosę. W 1873 budowlę ostatecznie opuszczono, a w jego pozostałościach mieściły się m.in. bar, pralnia i lodownia. W latach 1906–1907 na fundamentach dawnego głównego skrzydła wzniesiono budynek domu zdrojowego. Podczas II wojny światowej piwnice warowni służyły jako schron przeciwlotniczy. W roku 1946 przyznano ją miastu Bad Lippspringe, które w latach 50. zabezpieczyło ruiny skrzydła administracyjnego i przyłączyło je do sąsiedniego budynku centrum kongresowego. Służą one jako przestrzeń dla wydarzeń kulturalnych, a od 2005 roku również jako miejsce udzielania ślubów.
Od sierpnia do września 2023 mury były przemalowane od zewnątrz na niebiesko w ramach instalacji Die Blaue Burg pomysłu HA Schulta.

## Galeria

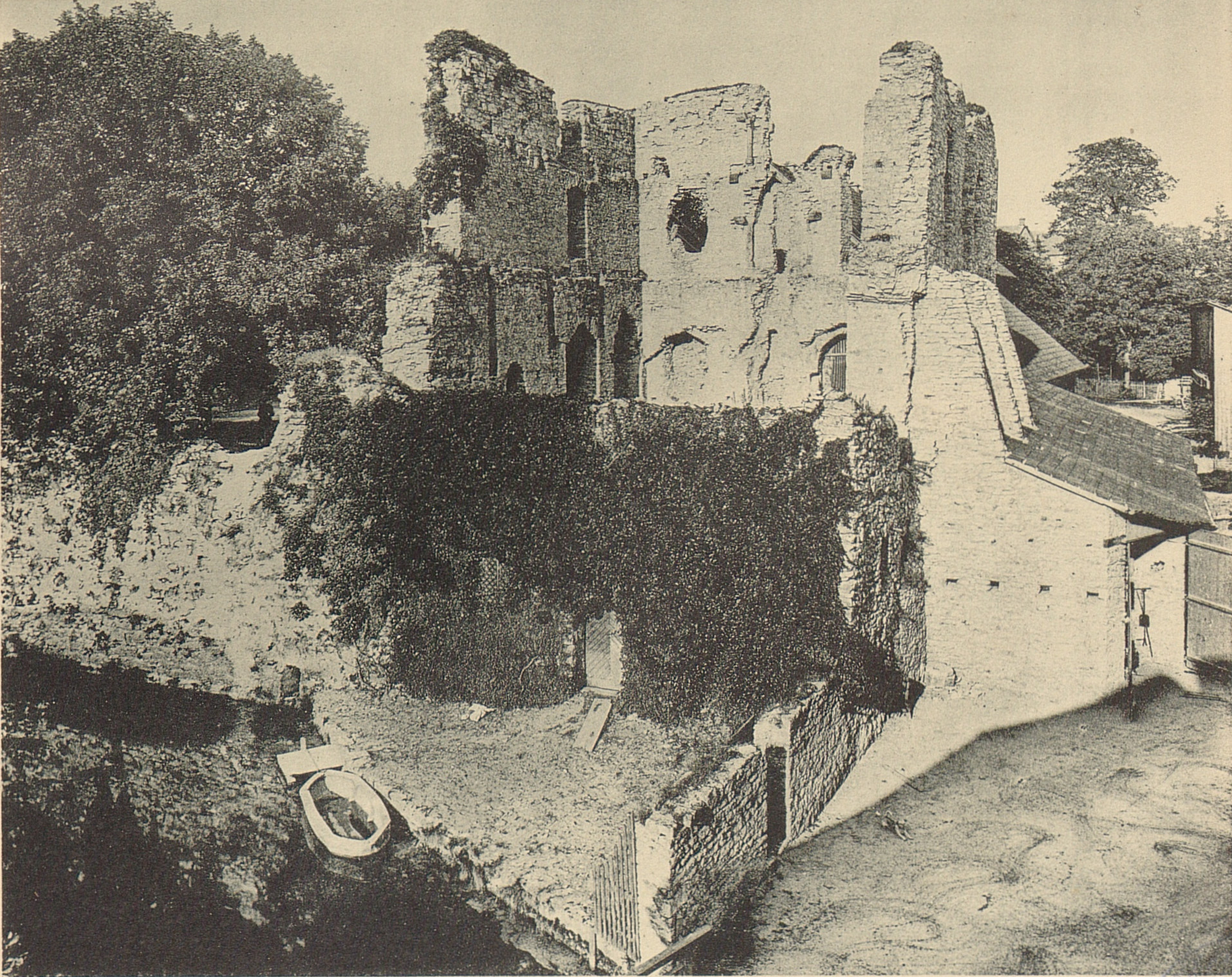
Zamek w 1892
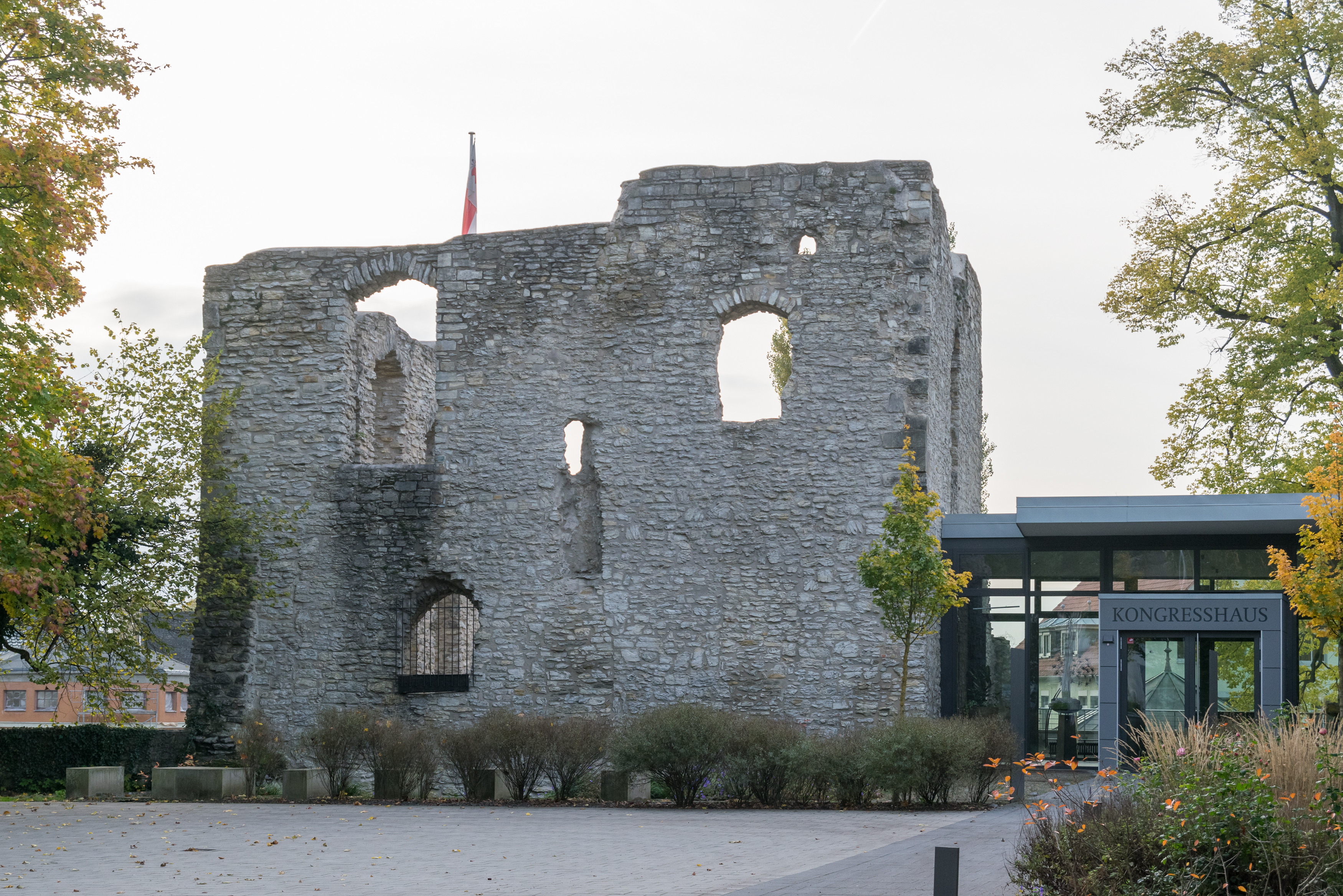
Widok ze wschodu
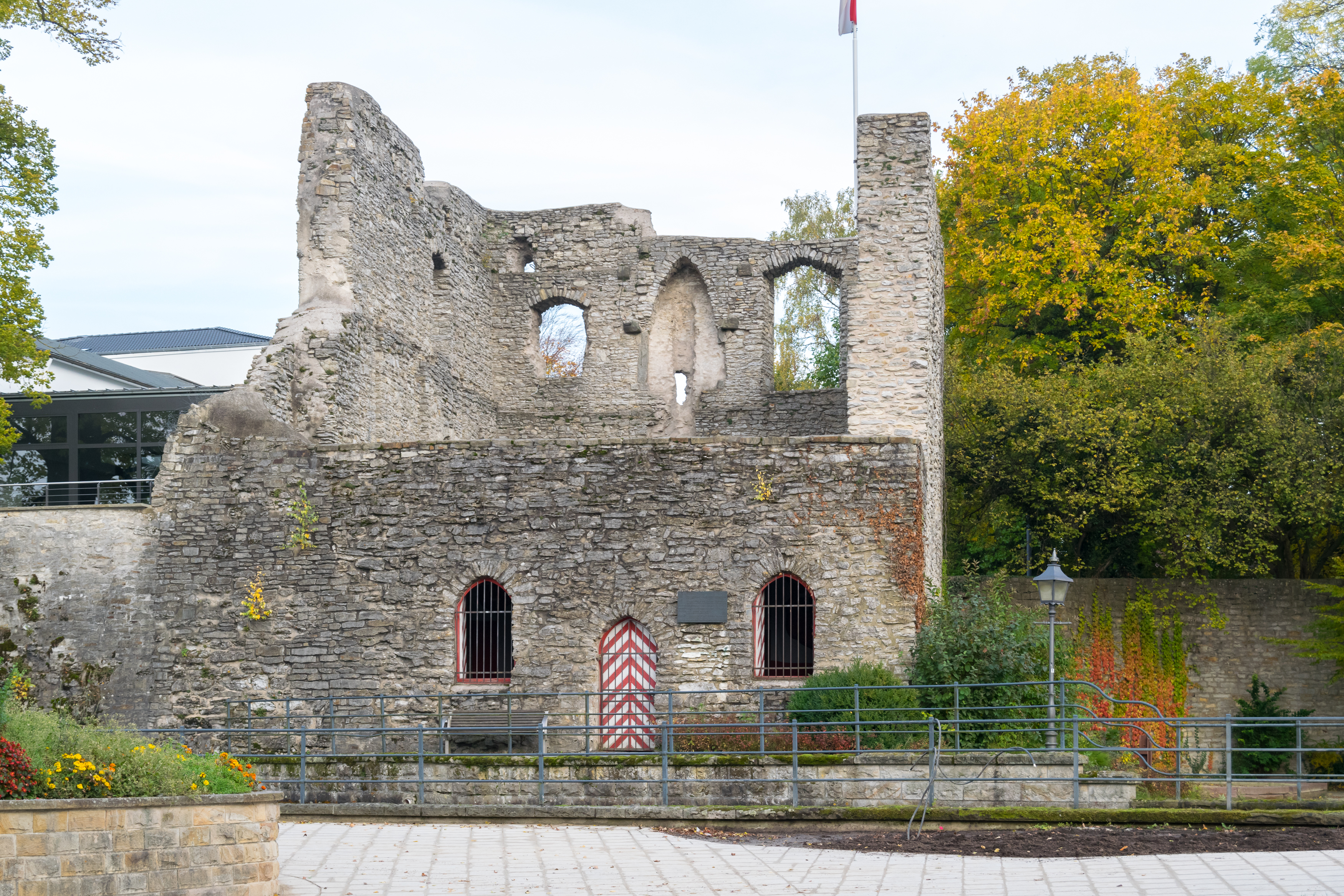
Widok z drugiego brzegu Lippe
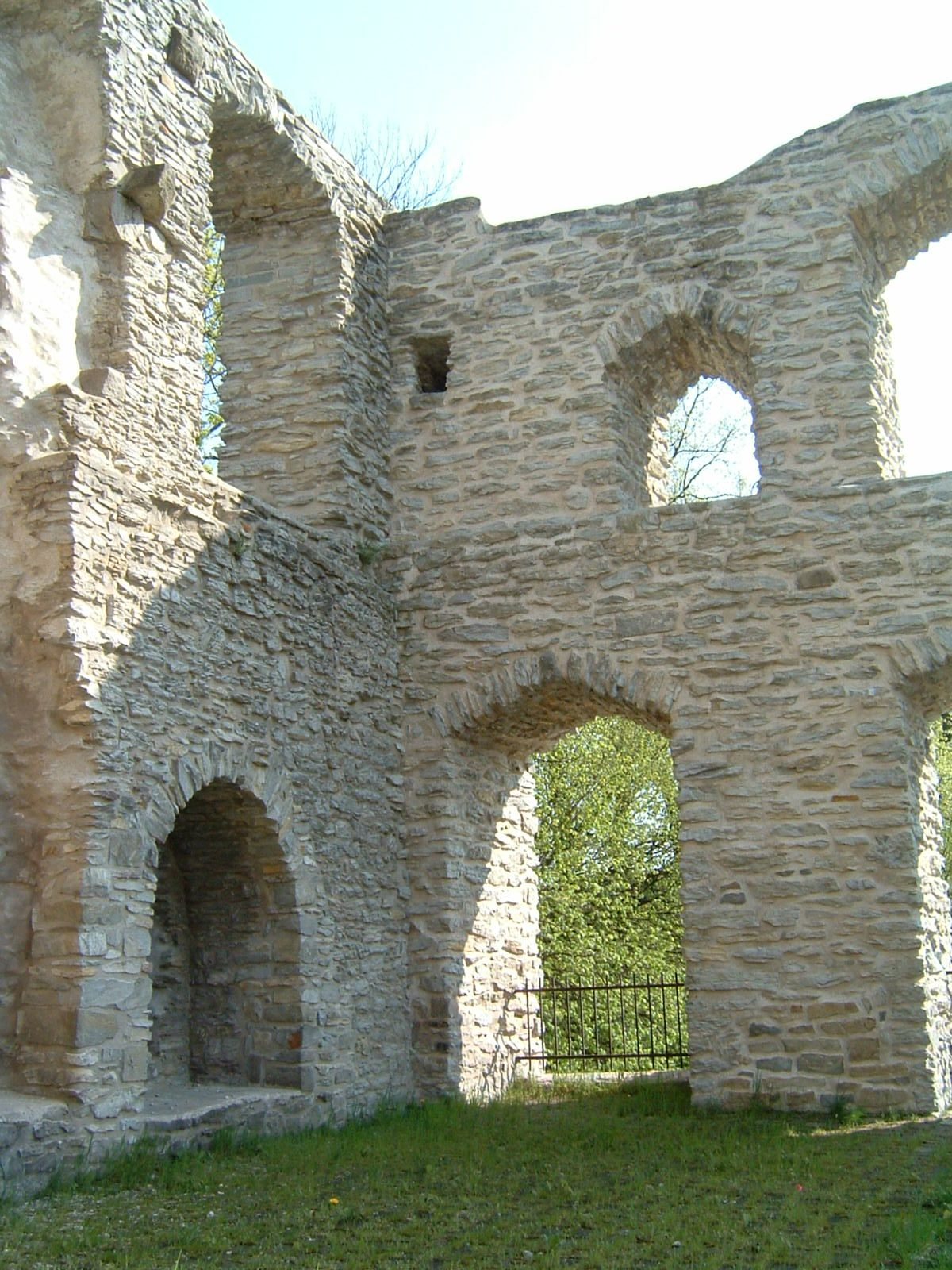
Wnętrze